# John Hawken

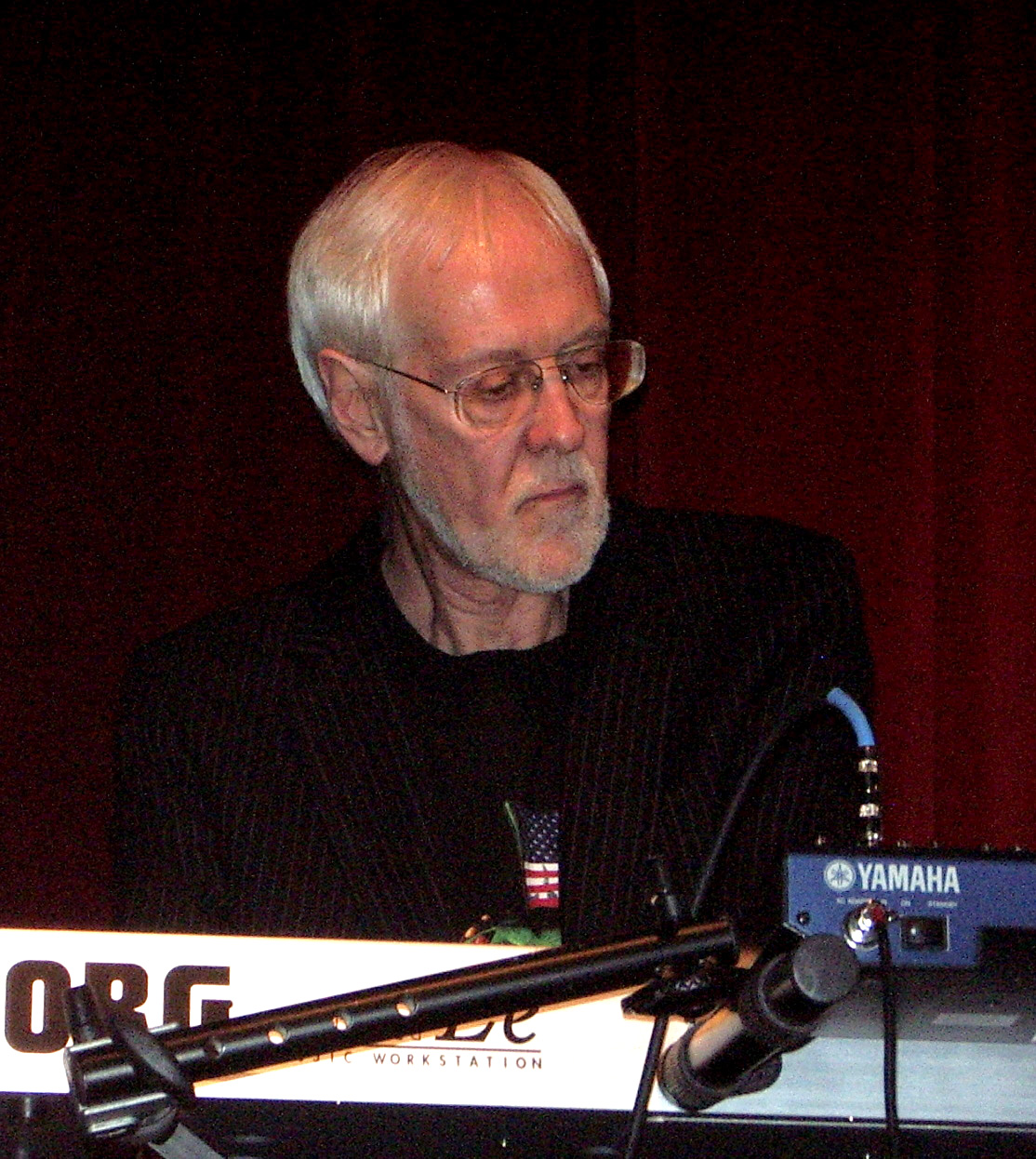
Hawken in 2008

John Christopher "Hawk" Hawken (Bournemouth, 9 mei 1940 – Metuchen (New Jersey), 15 mei 2024) was een Brits pianist en toetsenist.
Vanaf zijn vierde begon hij aan een klassieke pianostudie die hij tot 1958 doorzette; uiteindelijk werd de roep van de rock-'n-roll en popmuziek te groot. Zijn eerste bandje vormde hij samen met Michael Dunford, een andere jongen uit de buurt van Weybridge, Surrey, waar Hawken opgroeide. De band kreeg de naam Cruisers Rock Combo (1960-1962) en speelde in een jeugdhonk van Adlestone, een plaatsje verderop. Daar speelden ook de Nashville Teens. Beide bandjes kwamen in 1962 tot stilstand maar uit die twee bandjes ontstond een gezamenlijk nieuw initiatief. Die band werd in 1963/64 professioneel en heeft tot 1968 bestaan.

## Renaissance
In 1969 werd Hawken benaderd door slagwerker Jim McCarty van de Yardbirds, die samen met Keith Relf (ook Yardbirds) een nieuwe band wilde beginnen. Hij speelde met Louis Cennamo van The Herd, James Taylor en B.C. Cole in het huis van de eerstgenoemde een jamsessie. Cole vertrok al snel, maar de band werd uitgebreid met zangeres Jane Relf. De eerste versie van Renaissance was daarmee een feit.
Na twee muziekalbums viel de band uiteen en ontstond een nieuwe versie van Renaissance waarbij Hawken niet meer betrokken was; hij heeft de nieuwe toetsenist van die MK2-versie , John Tout, nog wel ingewerkt. Hij zocht zijn heil in Spooky Tooth om na redelijk korte tijd te beginnen in Third World War, een van de eerste Britse punkbands. Ook dat was maar een kort leven beschoren en Hawken ging verder in Vinegar Joe met Robert Palmer als zanger. In 1971 nam hij het album Lifeboat op met Sutherland Brothers.
In 1973 probeerde Dave Cousins een nieuwe Strawbs van de grond te krijgen. Hawken trad toe en leerde van Cousins de Mellotron te bespelen. De Strawbs verschoven langzaam van folkrock naar symfonische rock. Het bleken de hoogtijdagen van die band te worden met de albums Hero and Heroine en Ghosts, met daarbij een aantal tournees over de gehele wereld. Na de tournee was Cousins uitgeput en ook Hawken beëindigt zijn betrokkenheid bij de band.

## Illusion
Hij kon echter het musiceren niet laten en probeerde de eerste versie van Renaissance weer van de grond te krijgen. De rechten van de naam Renaissance behoorden echter aan de toen nog bestaande band toe. De nieuwe band werd Illusion genoemd, naar het tweede album van de oorspronkelijke band Renaissance. Nog voordat de nieuwe groep begonnen was, kwam Keith Relf door een ongeluk (elektrocutie) om het leven. Er kwamen twee albums uit in 1977 en veel later volgde nog een album met composities die op de plank bleven liggen. In 1979 viel de groep tijdens de punkperiode weer uiteen.
Hawken verhuisde naar de Verenigde Staten en deed studiowerk met band The Rocketmen.
In 2001 was er een kleine reünie met leden van Illusion en Renaissance, waaruit onder de naam Renaissance Illusion het album Through the Fire ontstond. Zo af en toe volgde er in de jaren 00 een reünie van Strawbs waar Hawken soms bij was, in 2004 volgde dan nog een muziekalbum van de Strawbs-versie uit begin jaren 70. De Mellotrongeluiden voor die tournee werden geleverd door Mike Pinder, in de jaren zeventig mellotronpionier en toetsenist van de Moody Blues. Ook in 2006 volgde een korte reünietournee.
In oktober 2011 kwam Hawken uit zijn pensioen om op te treden met Jim McCarty en Jann Klose in Hugh's Room en This Ain't Hollywood, Ontario voor twee Chamber Pop Summits. In 2019 voegde hij zich bij de Strawbs voor hun 50-jarige jubileumshow.
Hawken overleed op 15 mei 2024 op 84-jarige leeftijd.